# Limoni (azienda)
Limoni S.p.A. è una società per azioni italiana che commercia al dettaglio prodotti di profumeria, cosmesi e trucco.

## Storia

### Gli inizi
All'inizio, negli anni trenta, c'era una bottega di profumi aperta a Bologna, in via Clavature, da Guarino Limoni. Nel secondo dopoguerra quella bottega è stata trasformata in profumeria e negli anni cinquanta nasce la Limoni Guarino e Figli sotto la spinta in particolare di uno dei figli, Antonino, poco più che ventenne. Insieme al fratello più giovane Carlo, alla madre Zelinda e al padre Guarino, Antonino Limoni comincia a sviluppare una catena di profumerie aprendo inizialmente altri negozi a Bologna (via Indipendenza, Ugo Bassi, San Felice) e successivamente in altre città dell'Emilia-Romagna per poi allargarsi in altre regioni. Si occupa anche della distribuzione all'ingrosso aprendo un primo magazzino. All'apice della gestione Limoni la società conta 46 negozi (di cui 14 a Bologna), due magazzini all'ingrosso e il quartier generale a Villanova di Castenaso, alle porte di Bologna, costruito nel 1969, l'anno dopo la scomparsa di Guarino. Più di duecento i dipendenti.

### Lo sviluppo
Nel 1998 i fratelli Antonino e Carlo Limoni cedono la proprietà ad un gruppo di imprenditori. Fra loro Piofrancesco Borghetti, un avvocato bolognese che prende la guida della società dandole una forte espansione: sono fuse nella Limoni SpA alcune catene locali di profumerie (Orchidea in Umbria, Bolognesi in Lombardia, Cosulich nel Friuli Venezia Giulia, Grasso in Sicilia) e sono aperti anche una quarantina di negozi in Croazia, Slovenia e Serbia. Nel 2006 effettua un'operazione di management buyout alleandosi con un fondo inglese di private equity, Bridgepoint, che rileva il 70% della società in mano agli imprenditori entrati otto anni prima, nel 1998, nella Limoni.
Il fatturato supera i 300 milioni di euro ma l'indebitamento è molto pesante. Borghetti lascia nel 2008, il fondo inglese trova nel 2012 una soluzione facendo entrare nel capitale un altro fondo di private equity, l'Orlando Italy Management, guidato da Enrico Ceccato e Paolo Scarlatti. Il 50% del capitale al fondo Bridgepoint, l'altro 50% al fondo Orlando che già controlla Parfume Holding, società nata dalle ceneri di Morris Profumi e di Selective Beauty. Ed è subito avviata con l'aiuto delle banche una forte ristrutturazione della società che nel 2012 ha 430 punti vendita, 2300 dipendenti, ricavi per 318 milioni di euro, debiti per circa 400 milioni. Nello stesso tempo prende forma il progetto di trasformare le profumerie della Limoni, che è pur sempre la prima catena in Italia per market share, in luoghi privilegiati per la cosmetica di lusso. Da lì a non molto è acquisita dal fondo Orlando la catena La Gardenia Beauty, la seconda realtà distributiva italiana con un centinaio di negozi e anch'essa indebitata.

### Insieme Limoni e La Gardenia
Nel 2013 nasce a Milano Leading Luxury Group (LLG), il più grande polo del beauty luxury in Italia, dalla confluenza delle due principali catene di profumeria, la Limoni e La Gardenia con più di 500 negozi: sono oltre il 50% del totale delle catene di profumeria e il 22% del settore della cosmesi. Il presidente è Enrico Ceccato, l'amministratore delegato Fabio Pampani che dal 2011 era alla guida di La Gardenia. Nel 2015 il fatturato tocca i 356 milioni, in tre anni sono chiusi 150 negozi e altri sono riposizionati, l'indebitamento si riduce a 114 milioni che dovranno essere rimborsati in un'unica soluzione alla fine del 2017.
Nel maggio 2017 Limoni e La Gardenia sono rilevati dai tedeschi della Douglas GmbH attraverso la loro controllata italiana Profumerie Douglas SpA. La Douglas, che di recente ha acquisito la catena spagnola di profumerie Bodybell, è controllata dal fondo CVC Capital Partners ed è partecipata dalla famiglia Kreke. Nel gennaio 2018 l’operazione ottiene il sì condizionato dall'Antitrust.
Nel febbraio 2021, in piena pandemia di Covid-19, i proprietari tedeschi annunciano un taglio di circa il 20% dei 500 negozi presenti sul territorio italiano, chiusura da realizzare durante tutto il 2021 e 2022. Le chiusure iniziano dal Friuli Venezia Giulia. Dopo il punto vendita di Martignacco seguiranno altri negozi presenti in Friuli : Cervignano, Gemona, Trieste e Udine. La prima chiusura è stata compiuta senza alcun preavviso, incontro con le rappresentanze sindacali o analisi del piano industriale da parte del Mise. Decisione, quella presa dal gruppo di Düsseldorf, oggetto di accuse di disparità di trattamento tra i lavoratori operanti in Germania e quelli del ramo italiano. Il tema è segnalato dalla presidente della commissione Lavoro della Camera dei deputati, Debora Serracchiani, che, in un'interrogazione al ministro dello Sviluppo economico Giancarlo Giorgetti sottolinea come, in Germania, l'azienda sia passata da un accordo con la Bundesagentur für Arbeit per supportare e orientare i lavoratori coinvolti, con indennità di licenziamento superiori alla norma del settore. Nella sua interrogazione, Serracchiani sottolinea “l'intenzione di Douglas di investire maggiormente nell'e-commerce" e "che nel 2020 [Douglas] ha registrato un record di vendite”.